# 巴尔德奈姆
巴尔德奈姆（法語：Baldenheim，法語發音：[baldənaim] ⓘ）是法国下莱茵省的一个市镇，属于塞莱斯塔-埃尔什泰因区。

## 地理
巴尔德奈姆（48°14'16"N, 7°32'18"E）面积9.44 平方千米，位于法国大東部大區下莱茵省，该省份为法国大陆部分最东部的省份，是阿尔萨斯的一部分，今与上莱茵省组成了阿尔萨斯欧洲集体，其南至上莱茵省，西南接孚日省和默尔特-摩泽尔省，西接摩泽尔省，北与德国接壤。
与巴尔德奈姆接壤的市镇（或旧市镇、城区）包括：塞莱斯塔、米西格、伯森比森、米特索尔茨、什沃布赛姆、维蒂赛姆。
巴尔德奈姆的时区为UTC+01:00、UTC+02:00（夏令时）。

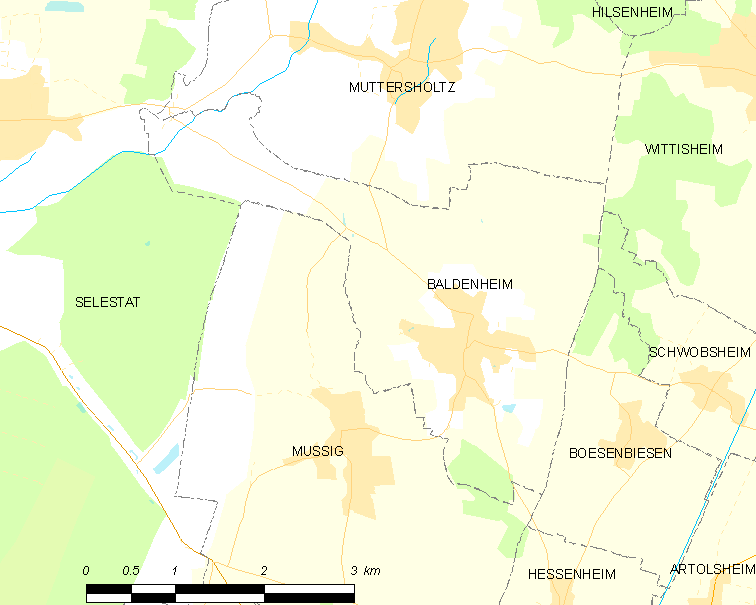
巴尔德奈姆的OSM定位图

## 行政
巴尔德奈姆的邮政编码为67600，INSEE市镇编码为67019。

## 政治
巴尔德奈姆所属的省级选区为塞莱斯塔县。

## 人口

1962-2008年间巴尔德奈姆人口变化图示

巴尔德奈姆于2022年1月1日时的人口数量为1229人。